# Franziska Gad
Julie Franciska Gad også kendt som Franziska Gad (født 1. juni 1873 i Horsens; død 15. september 1921 i Charlottenlund) var en dansk fotograf og instruktør.
Franziska var datter af øjenlæge Morten Smith Gad (1838-1890) og Julie Gad (født Gad, 1839-1902).
I 1893 flyttede hun fra Horsens til København.
Hun absolverede sin uddannelse til fotograf hos Julie Laurberg og var kendt som dygtig børnefotograf. Ved folketælling 1906 boede Laurberg og Gad sammen i Gothersgade 152 på anden sal. Det samme gør sig gældende i 1911, hvor Gad bliver opført som slægtning af familien Laurberg, og i 1921. Laurberg tilbød Gad i 1907 at blive sin kompagnon. Julie Laurberg & Gad fik et godt renommé, og i 1910 opnåede firmaet status som kgl. hoffotograf.
I 1915 instruerede Laurbjerg og Gad dokumentaren Grundloven 1915.
I 1921 døde hun efter kort sygdom på Vilvordevej 17 i Charlottenlund. Julie Laurbergs bror, provst Niels Schou Laurberg, stod for begravelsen.